# Nebelhorn
Il Nebelhorn (2.224 m s.l.m.) è una montagna tedesca facente parte delle Alpi dell'Algovia che domina la città di Oberstdorf, quasi al confine con l'Austria. Con la sua cima più alta raggiunge i 2224 metri di altitudine.

## Sport Invernali
In inverno, grazie anche a degli ottimi impianti di risalita, il Nebelhorn è una meta molto frequentata da turisti e da appassionati di sport invernali. È possibile infatti praticare numerose discipline come lo sci e lo snowboard in virtù della presenza di varie piste di diversa difficoltà.

## Curiosità
Per via della sua particolare conformazione, caratterizzata da forti strapiombi che rendono possibile la formazione di piste da sci lungo i lati del monte, la strada carrozzabile che porta al Nebelhorn fa registrare delle pendenze elevatissime.
Infatti la strada che da Oberstdorf porta all'impianto di risalita del Nebelhorn, a quota 1925 metri, misura circa 8 km con una pendenza media del 14% e con 2 rampe che, in prossimità dell'ottavo chilometro, toccano addirittura il 40%.
Proprio in virtù di questa straordinaria peculiarità il Nebelhorn, negli ultimi anni, è diventato molto conosciuto tra i cicloamatori più esperti e preparati che, provenienti da tutta Europa, si danno appuntamento alle sue pendici per tentarne la scalata in bicicletta.
Tuttavia, tale gesto atletico, può talvolta rivelarsi anche molto pericoloso proprio a causa delle pendenze assolutamente fuori dal normale. Specie in discesa infatti, le temperature elevate raggiunte dai freni, potrebbero causare un surriscaldamento dei cerchi delle ruote ed il conseguente scoppio delle camere ad aria. Ragion per cui è consigliabile affrontare l'ascesa al Nebelhorn muniti di Mountain-Bike.